# Olaus Magnus
Olaus Magnus, Olaus Magni, Olaus Magni Gothus o Olaf Månsson (Linköping, Östergötland, Suècia, octubre de 1490 - Roma, Estats Pontificis, 1 d'agost de 1557) fou un escriptor, humanista, historiador, cartògraf i clergue suec, pioner en estudis històrics i antropològics sobre el nord d'Europa. La seva obra fonamental és Historia de gentibus septentrionalibus, editada el 1555, a Roma, en 22 volums, que versa sobre la geografia, costums, tradicions i llegendes dels pobles escandinaus i dels països nòrdics. També és autor d'una important Carta marina et descriptio septentrionalium terrarum (1539).

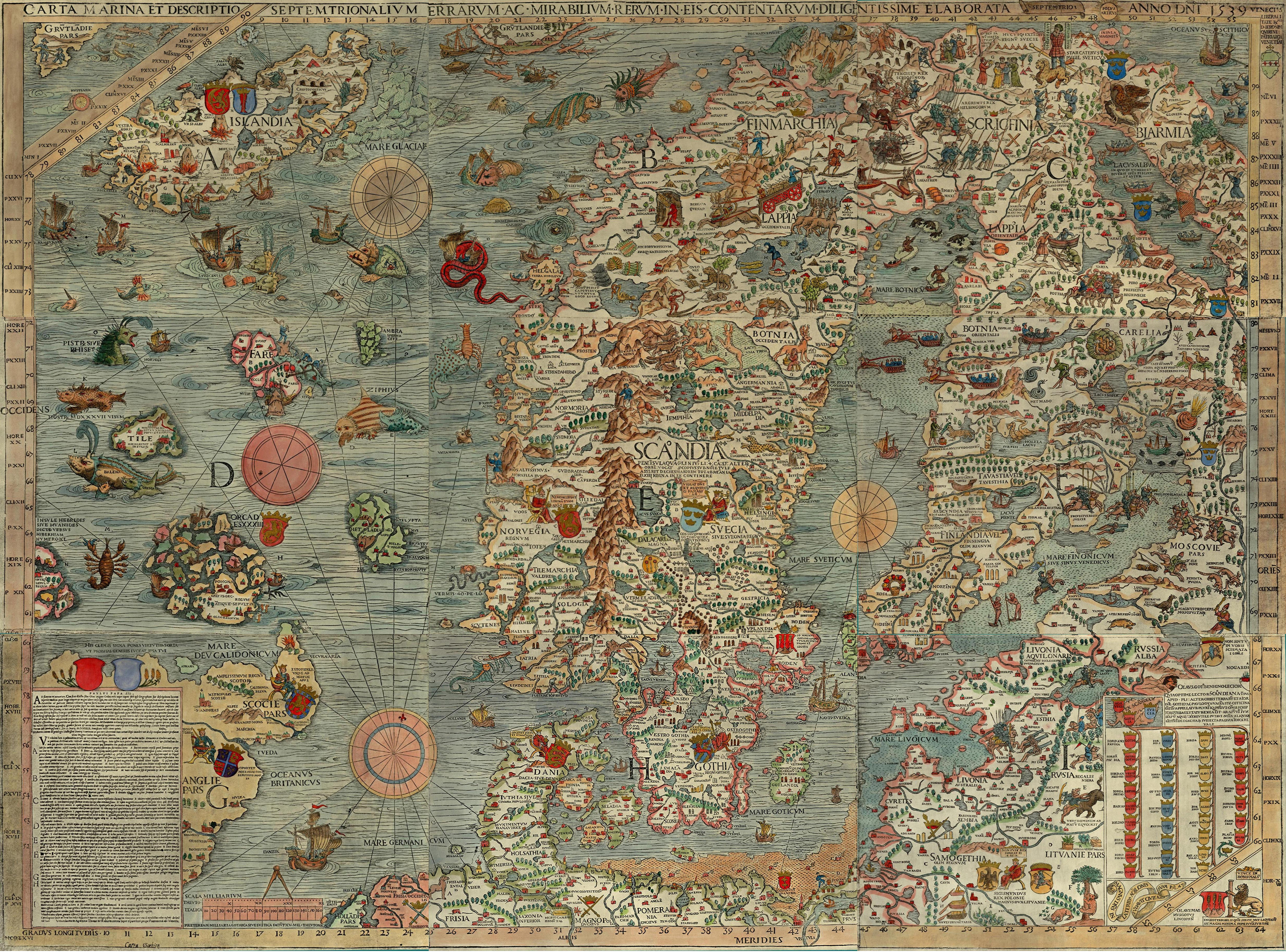
Carta Marina d'Olaus Magnus

Igual que el seu germà més gran Johannes Magnus, va obtenir diversos ascensos eclesiàstics. Entre ells una canongia a Uppsala i Linköping, i l'ardiaca de Strängnäs. A més a més, va treballar en diversos serveis diplomàtics, com ara una missió a Roma, el 1524, a favor de Gustau I de Suècia, per tal d'aconseguir el nomenament de Johannes Magnus com a arquebisbe d'Uppsala. Tanmateix, amb l'èxit de la Reforma a Suècia la seva fidelitat a l'Església Catòlica el va forçar a acompanyar el seu germà a l'exili.
Acomodat a Roma, des de 1527, va actuar com a secretari del seu germà Johannes Magnus. A la mort d'aquest el 1544, esdevingué el seu successor com a Arquebisbe d'Uppsala, admetent que era sols un títol i no un poder real, ja que ell mai no podria tornar a Suècia. El Papa Pau III el 1546, el va enviar al concili de Trento; més tard es convertí en el canonge de Sant Lambert a Lieja. El rei Segimon el Vell de Polònia li va oferir una canongia a Poznań, però la major part de la seva vida, després de la mort del seu germà, sembla que la passà al monestir de Santa Brígida a Roma, on subsistia amb una pensió que li assignà el Papa.